# Пиньятаро-Маджоре
Пиньятаро-Маджоре (итал. Pignataro Maggiore) — коммуна в Италии, располагается в регионе Кампания, в провинции Казерта.
Население составляет 6472 человека, плотность населения составляет 209 чел./км². Занимает площадь 31 км². Почтовый индекс — 81052. Телефонный код — 0823.
«Небесным покровителем» Пиньятаро-Маджоре почитается святой Георгий, празднование в последнее воскресение мая.